# لولا بالدوين
لولا بالدوين (بالإنجليزية: Lola Baldwin)‏ هي محققة وضابطة شرطة أمريكية، ولدت في 1860 في إلميرا في الولايات المتحدة، وتوفيت في 1957 في بورتلاند في الولايات المتحدة.